# 埃尔芒附近圣日耳曼
埃尔芒附近圣日耳曼（法語：Saint-Germain-près-Herment，法語發音：[sɛ̃ ʒɛʁmɛ̃ pʁɛ ɛʁmɑ̃]）是法国多姆山省的一个市镇，位于该省西部，属于克莱蒙费朗区。

## 地理
埃尔芒附近圣日耳曼（45°43'55"N, 2°32'27"E）面积16.82 平方千米，位于法国奥弗涅-罗讷-阿尔卑斯大区多姆山省，该省份为法国中南部省份，北起阿列省接壤，东临卢瓦尔省，南至上盧瓦爾省和康塔爾省，西接科雷兹省和克勒兹省。
与埃尔芒附近圣日耳曼接壤的市镇（或旧市镇、城区）包括：拉罗克普雷费、拉斯蒂克堡、布里丰、埃尔芒、拉斯蒂克、索瓦尼亚、韦尔讷若勒。

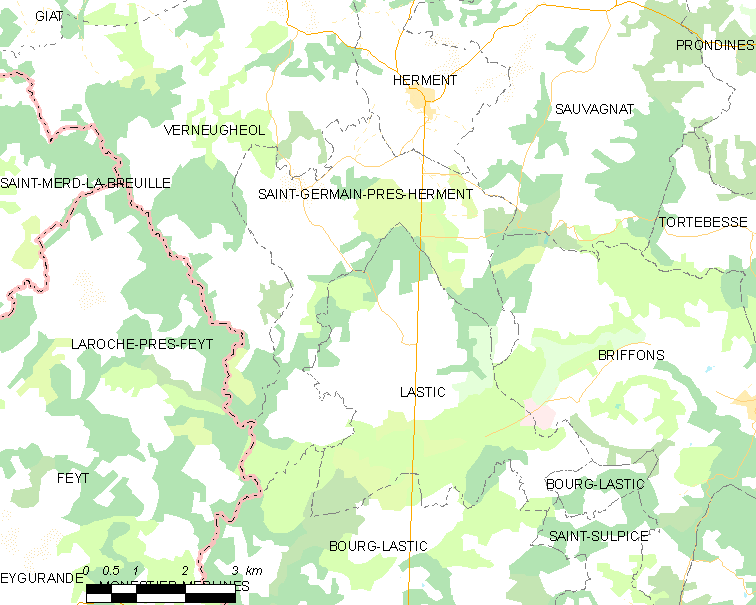
埃尔芒附近圣日耳曼的OSM定位图

埃尔芒附近圣日耳曼的时区为UTC+01:00、UTC+02:00（夏令时）。

## 行政
埃尔芒附近圣日耳曼的邮政编码为63470，INSEE市镇编码为63351。

## 政治
埃尔芒附近圣日耳曼所属的省级选区为圣乌尔斯县。

## 人口

1962-2008年间埃尔芒附近圣日耳曼人口变化图示

埃尔芒附近圣日耳曼于2022年1月1日时的人口数量为62人。